# Нотлебен
Нотлебен (њем. Nottleben) општина је у њемачкој савезној држави Тирингија. Једно је од 57 општинских средишта округа Гота. Према процјени из 2010. у општини је живјело 438 становника. Посједује регионалну шифру (AGS) 16067052.

## Географски и демографски подаци
Нотлебен се налази у савезној држави Тирингија у округу Гота. Општина се налази на надморској висини од 290 метара. Површина општине износи 8,5 km². У самом мјесту је, према процјени из 2010. године, живјело 438 становника. Просјечна густина становништва износи 52 становника/km².